# Mae Nam Khwae Noi
Der Mae Nam Khwae Noi (Thai: แม่น้ำแควน้อย, Aussprache: [mɛ̂ː náːm kʰwɛː nɔ́ːj], „Kleiner Nebenfluss“), oder nur Khwae Noi, ist ein Fluss in der Provinz Kanchanaburi im Westen Thailands. 
Der Khwae Noi wird aus dem Stausee Khao Laem im Landkreis (Amphoe) Sangkhlaburi nahe der Grenze zu Birma gespeist. Der Stausee wird vollständig vom Nationalpark Khao Laem beschützt. Etwas weiter flussabwärts fließt der Khwae Noi durch den Nationalpark Sai Yok.
Nach gut 150 km Verlauf in südöstlicher Richtung vereinigt er sich bei der Provinzhauptstadt Kanchanaburi mit dem Khwae Yai zum Mae Klong.

## Sehenswürdigkeiten
Für Touristen wird eine Bahnfahrt entlang der alten Bahnlinie der „Todeseisenbahn“ angeboten, die zum großen Teil entlang des Khwae Noi führt. Die Fahrt startet jedes Wochenende in Bangkok am Hauptbahnhof Hua Lamphong. Ein kurzer Halt in Kanchanaburi an der „Brücke am Kwai“, dann szenische Weiterfahrt über die wackelige, teilweise von alten Holzgerüsten gestützte Trasse bis zum Endbahnhof von Nam Tok. In der Nähe kann ein malerischer Wasserfall besichtigt werden.